# Мелков, Михаил Петрович
Мелко́в Михаи́л Петро́вич (16.05.1905—-?) —- доктор технических наук, профессор, заведующий кафедрой «Производство и ремонт машин» Саратовского Политехнического института (СПИ) (1949—-1964), создатель и руководитель научной школы «Восстановительная и упрочняющая технология при ремонте машин» (1954).

## Образование
Родился 16 мая 1905 года.
В 1930 году окончил Ленинградский политехнический институт по специальности «Тракторостроение».

## Трудовой путь
С 1929 по 1938 год работал в производственных и проектных организациях по ремонту и эксплуатации автомобилей и тракторов. В 1931 году работал инженером-механизатором Борисовского зерносовхоза Омского союза зерновых трестов села Борисовка Борисовского района Омского округа.
С 1936 года преподавал в Московском институте механизации сельского хозяйства, Московском автодорожном институте (МАДИ), с 1941 —- в Военной академии бронетанковых войск.
В конце 1940-х годов пришел работать в Саратовский автомобильно-дорожный институт (САДИ). С 1949 по 1964 год руководил кафедрой «Производство и ремонт машин».

### Научная школа
В 1954 году М. П. Мелков создал научную школу и лабораторию по направлению «Восстановительная и упрочняющая технология при ремонте машин». Сотрудники кафедры в 1955 году разработали способ восстановления деталей и оборудования методом твердого осталивания. Тем самым впервые в СССР была решена задача получения электролитических покрытий высокой твердости на изношенных рабочих поверхностях деталей. Были разработаны практические рекомендации по организации и освоению твердого осталивания на ремонтных заводах и в цехах. Все практические рекомендации, приведенные в книге, проверены на опыте ряда заводов, освоивших твердое осталивание.
В 1962 году М. П. Мелков защитил диссертацию на соискание учёной степени доктора технических наук по теме «Исследование, разработка и промышленное внедрение способа восстановления деталей машин путем наращивания твёрдым электролитическим железом».
Впервые в СССР твердое осталивание было внедрено в 1965 году на Саратовском авторемонтном заводе. В течение года на предприятии
восстановили способом твердого осталивания около 80000 автомобильных деталей. В этот период изучались основы технологии твердого осталивания, режимы электролиза и выявлялась зависимость микротвердости покрытий от условий электролиза. Была установлена закономерная связь между структурой покрытий, внутренними напряжениями в них и усталостной прочностью.
Группа сотрудников лаборатории автоматизации и механизации техпроцессов в машиностроении спроектировала комплексную автоматическую линию для изготовления оси качания детали трактора ДТ-54 для завода «Серп и молот». Коллектив группы прогрессивной технологии и чистовых методов обработки предложил новшества в области обработки металлов резанием: скоростное развертывание отверстий в малоуглеродистых сталях и скоростное хонингование.
М. П. Мелков принимал участие во всесоюзных, всероссийских симпозиумах и конференциях, является автором более 120 публикаций, 4 монографии, 2 учебных пособий, имеет 20 авторских свидетельств на изобретения.
Под руководством М. П. Мелкова защищено не меннее 10 кандидатских диссертаций, среди которых:
- Исследование условий получения и некоторых свойств пористых осадков электролитического железа, диссертант Г. Д. Жедяевская, 1963 год, Москва, МАДИ[9].
- Исследование влияния технологических факторов процесса электроосаждения железа на сцепляемость покрытия при восстановлении стальных деталей машин, диссертант М. П. Панкратов, 1964 год, ХАДИ[9].
- Восстановление и упрочнение крупногабаритных деталей автомобилей, тракторов и других машин твердым электролитическим железом и сплавом железо-никель, диссертант В. А. Бабенко, Саратов, 1964 г.[9]
- Исследование влияния ультразвука на процесс твердого осталивания и свойства железных покрытий (применительно к ремонту деталей автомобиля), диссертант Б. П. Кондратенко, 1972 г., Москва, МАДИ[9].
- Исследование условий получения равномерных покрытий при осталивании автотракторных деталей, диссертант В. Б. Лагунов, 1971 г., Москва, МАДИ[9].

В трудах М. П. Мелкова, Г. Д. Жедяевской изучены условия получения пористых железных покрытий и их свойства и предложен процесс пористого
осталивания для наращивания деталей, работающих в условиях высоких нагрузок и неустойчивой граничной смазки.
В совместной работе М. П. Мелкова и М. П. Панкратова изучалось влияние технологических факторов процесса электроосаждения железа на
сцепляемость покрытий, а также способы анодной подготовки различных сталей в растворе серной кислоты. В результате исследований были уточнены рекомендации по электролитической подготовке поверхностей восстанавливаемых деталей, было показано, что при выполнении всех требований технологического процесса твердого осталивания прочность сцепления покрытия с основой достигает прочности материала детали.

## Научные труды
- М.П. Мелков. Памятка тракториста, бригадира, заправщика и других участников посевкампаний. — Омск, Борисовский зерносовхоз: Омгосполиграф, 1931. — 16 с.[2]
- М.П. Мелков. Ремонт автомобилей в совхозах и МТС. — Москва - Ленинград: Сельхозгиз, 1935. — 279 с.[2]
- М.П. Мелков. Ремонт автомобилей в совхозах и МТС. — Москва - Ленинград: Гостранстехиздат, 1937. — 228 с.[2]
- М.П. Мелков, И.П. Погорелый. Ремонт дизельного двигателя М-17. — Москва: Сельхозгиз, 1940. — 168 с.[2]
- М.П. Мелков. Рационализаторские и изобретательские предложения по ремонту автомобилей. — Москва: Военное издательство, 1945. — 84 с.[2]
- М.П. Мелков, под. ред. д.т.н., проф.,ген.-майора инж.-танк.службы В.В. Ефремова. Руководство к лабораторным работам по восстановлению боевых машин гальван. отд. лаборатории. — Москва: ВАБМВ КА, 1945. — 49 с.[2]
- М.П. Мелков. Ремонт автомобилей и тракторов: учебное пособие для ремесленных училищ. — Москва: Трудрезервиздат, 1947. — 271 с.[2]
- М.П. Мелков. Ремонт автодеталей гальваническим наращиванием. — Москва: Военное издательство Министерства вооружённых сил Союза ССР, 1947.
- М.П. Мелков. Восстановление деталей автомобилей твердым электролитическим осталиванием. — Москва: Министерство коммунального хозяйства РСФСР, 1954. — 163 с.[2]
- М.П. Мелков, И.А. Харшан, В.Ф. Борщов. Восстановление изношенных деталей машин путем электролитического осаждения железа. — Москва, 1955. — 33 с.[2]
- М.П. Мелков. Технологическая инструкция по восстановлению изношенных деталей машин способом электролитического осталивания. — Саратов, 1957. — 50 с.[2][11]
- М.П. Мелков. Восстановление автотракторных деталей электролитическим осталиванием. — Москва: Автотрансиздат, 1957.[12]
- М.П. Мелков, Г.Д. Желяевская. Авторское свидетельство №118049 на изобретение «Пористое осталивание». — СССР, 1959.
- М.П. Мелков. Твердое осталивание автотракторных деталей. — Москва: Автотрансиздат, 1962. — 271 с.[13]
- М.П. Мелков, А.М. Ширяев. Влияние режимов электролиза на внутренние напряжения в осадках электролитического железа и на усталостную прочность материала деталей. — Москва, 1962. — 25 с.[2]
- М.П. Мелков. Твёрдое осталивание (Исследование, разработка и промышленное внедрение способа восстановления деталей машин путем наращивания твёрдым электролитическим железом): автореферат диссертации на соискание учёной степени доктора технических наук. — Москва, 1962. — 38 с.[2]
- М.П. Мелков. Электролитическое наращивание деталей машин твердым железом. — Саратов: Приволжское книжное издательство, 1964. — 198 с.[14]
- М.П. Мелков, Т.Г. Мамкин. Опыт электролитического наращивания железо-никелевым сплавом деталей оборудования. — Москва, 1965. — 14 с.[2]
- А.И. Асриянц, Ф.П. Верещак, А.М. Кац, Г.А. Кациграс, К.Т. Кошкин, М.П. Мелков, под ред. д.т.н. К.Т. Кошкина. Электролитическое наращивание деталей машин твердым железом. — Москва: Транспорт, 1969. — 511 с.[15]
- М.П. Мелков. Технология восстановленияколенчатых валов твердым осталиванием. — Москва: Высшая школа, 1970. — 48 с.[2]
- М.П. Мелков. Гальваническое наращивание деталей машин железом. — Москва: Лесная промышленность, 1971. — 137 с.[12]
- М.П. Мелков. Твердое осталивание автотракторных деталей. — Москва: Транспорт, 1971. — 222 с.[12]
- М.П. Мелков, В.Н. Малянов. Восстановление деталей автомобилей твердым электролитическим железом в проточных электролитах. — Москва, 1976. — 31 с.[2]
- М.П. Мелков, А.Н. Швецов, И.М. Мелкова. Восстановление автомобильных деталей твердым железом: научное издание. — Москва: Транспорт, 1982. — 198 с.[12]

## Награды
- Орден «Знак Почета»
- Медаль «За победу над Германией в Великой Отечественной войне 1941—1945 гг.»
- Медаль «В память 800-летия Москвы»
- Неоднократно был награждён медалями ВДНХ